# Grandmaster Flash
Grandmaster Flash, artistnamn för Joseph Saddler, född 1 januari 1958 i Bridgetown, Barbados, är en amerikansk hiphopmusiker och DJ.
Med gruppen The Furious Five lade han tillsammans med Afrika Bambaataa och The Sugarhill Gang grunden till det som blev hiphop. Gruppen hade stora framgångar med låtar som "New York, New York", "The Message" och "White Lines (Don't Don't Do It)". Andra medlemmar var bland andra Grandmaster Melle Mel och Scorpio.
Grandmaster Flash and The Furious Five valdes 2007, som första hiphop-akt någonsin, in i Rock and Roll Hall of Fame.
Grandmaster Flash tilldelades Polarpriset 2019.

## Diskografi
- 1982 – The Message
- 1985 – They Said It Couldn't Be Done
- 1986 – The Source
- 1987 – Ba-Dop-Boom-Bang
- 1988 – On the Strength
- 1997 – Salsoul Jam 2000
- 1999 – Flash Is Back
- 2002 – The Official Adventures of Grandmaster Flash
- 2002 – Essential Mix: Classic Edition
- 2005 – Mixing Bullets and Firing Joints
- 2009 – The bridge